# TWE VT 51
Der TWE VT 51 der Teutoburger Wald-Eisenbahn (TWE) wurde 1938 von der Waggon- und Maschinenbau Görlitz (WUMAG) in Görlitz hergestellt. Er gelangte als Gelegenheitskauf 1948 zur TWE und war bei der Gesellschaft bis 1967 im Einsatz. Er wurde nach einem Unfall im selben Jahr ausgemustert und 1973 verschrottet.

## Geschichte
Gefertigt wurde der Triebwagen 1938 für die Mittelthurgaubahn in der Schweiz. Infolge des Zweiten Weltkrieges wurde er nicht mehr vom Kunden abgenommen, sondern 1939 zur Oderbruchbahn überstellt, wo er bis kurz vor Kriegsende Dienst getan haben soll. In einer Fahrzeugliste für die Oderbruchbahn ist der Triebwagen jedoch nicht enthalten.
In den letzten Kriegstagen soll der dortige Betriebsleiter veranlasst haben, den Wagen zur Bahnstrecke Neheim-Hüsten–Sundern zu überführen. Auf ungeklärte Weise fand er sich nach Kriegsende ausgeplündert in Hamburg wieder. Die Deutsche Eisenbahn-Betriebsgesellschaft ordnete den Wiederaufbau des Wagens an. Sein erster Einsatz war als VT 51 auf der Bahnstrecke Neheim–Sundern. Wenige Jahre später wurde er von der TWE käuflich erworben.
Bei der TWE war der Triebwagen Stammtriebwagen auf der Linie Gütersloh–Hövelhof. Er teilte sich die Dienste mit dem kleineren VT 31. Im Personenverkehr war er als Solofahrzeug im Einsatz, zudem wurde er für den Güterzugdienst herangezogen.
Der Triebwagen gehörte mit zu den leistungsstärksten Triebwagen der TWE, der fallweise mit einem vierachsigen Steuerwagen und drei zweiachsigen Beiwagen eingesetzt wurde.
1967 musste der Triebwagen nach einem Unfall ausgemustert werden, und er wurde 1973 verschrottet.

## Konstruktive Merkmale

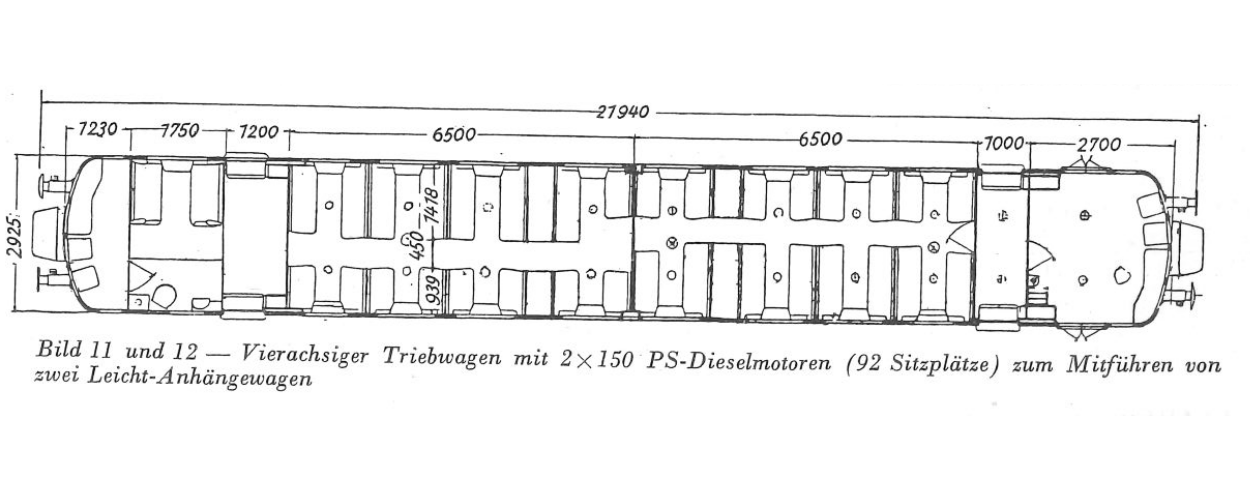
Grundriss der Triebwagen der WUMAG Bauart 4 Quelle: Verkehrstechnik Jahrgang 1936

Der mit der Fabriknummer WUMAG 10.270 zur WUMAG-Bauart 4 gehörende Triebwagen besaß viele Ähnlichkeiten mit dem HzL VT3 vom gleichen Hersteller und war mit 2 × 220 PS motorisiert sowie mit je einem Mylius-Getriebe ausgestattet.
Die jeweils inneren Achsen der Drehgestelle wurden angetrieben. Die Fensterteilung an den Seitenwänden entspricht dem Fahrzeug der HzL. An einem Fahrzeugende hatte der Triebwagen ein Gepäckabteil, in dem der Führerstand untergebracht war. Danach schloss sich der Einstiegsraum an, dem zwei etwa gleich große Abteile der 3. Klasse, geteilt als Raucher/Nichtraucherabteil, folgten. Nach dem zweiten Einstiegsraum folgte ein Abteil mit vier Sitzplätzen der 2. Klasse sowie der hintere Führerstand. Beide Führerstände waren von den Einstiegsräumen abgetrennt.
Die Primärfederung sowie die Sekundärfederung wurde mit Blattfedern realisiert. Der Außenanstrich erfolgte nach dem Reichsbahn-Schema: aluminiumfarbige Dächer, schwarzer Rahmen, der Wagenkasten unterhalb der Fensterbrüstung signalrot, oberhalb der Fensterbrüstung elfenbeinfarbig. In diesem Farbschema verkehrte der Triebwagen bis zum Einsatzende.